# Джерело одиничних фотонів
Джерело одиничних фотонів — це джерело світла, що випромінює світло у вигляді поодиноких частинок або фотонів. Воно відрізняється від когерентних джерел світла (лазер) і теплових джерел світла, таких як лампи розжарення. Принцип невизначеності Гейзенберга диктує, що стан з точною кількістю фотонів однієї частоти не може бути створений. Однак стани Фока (або числові стани) можна вивчити для системи, де амплітуда електричного поля розподілена по вузькій смузі пропускання. У цьому контексті однофотонне джерело породжує фактично однофотонний номерний стан. Фотони з ідеального однофотонного джерела мають квантово-механічну характеристику. Ці характеристики включають антигрупування фотонів, так що час між двома послідовними фотонами ніколи не менше якогось мінімального значення.
Це зазвичай демонструється за допомогою дільника променя, щоб направити приблизно половину падаючих фотонів на один лавинний фотодіод, а половину — на другий. Імпульси від одного детектора використовуються для подачі сигналу «зустрічного старту» швидкому електронному таймеру, а інший, затриманий на відому кількість наносекунд, використовується для подачі сигналу «зупинки лічильника». Повторно вимірюючи час між сигналами «старт» і «стоп», можна сформувати гістограму затримки часу між двома фотонами та кількістю збігів — якщо групування не відбувається, а фотони дійсно розташовані добре, чітко видно виріз навколо нульової затримки.

## Історія
Хоча концепція одиничного фотону була запропонована Планком ще в 1900 році, справжнє однофотонне джерело було створено ізольовано лише в 1974 р. Це було досягнуто за допомогою каскадного переходу в межах атомів ртуті. Окремі атоми випромінюють два фотони з різними частотами в каскадному переході, і за допомогою спектральної фільтрації світла спостереження одного фотона може бути використано для оголошення іншого. Спостереження за цими поодинокими фотонами характеризувалось антикореляцією на двох вихідних портах дільника променя подібно до відомого експерименту Хенбері Брауна та Твісса 1956 року.
Інше однофотонне джерело, яке з'явилося в 1977 р., використовувало флюоресценцію від ослабленого пучка атомів натрію. Пучок атомів натрію був ослаблений таким чином, щоб не більше одного або двох атомів одночасно робили внесок у спостережуване флуоресцентне випромінювання. Таким чином, лише поодинокі випромінювачі виробляли світло, і спостережувана флуоресценція виявляла характерну антигрупову дію. Виділення окремих атомів продовжувалось з іонними пастками в середині 1980-х. Один іон міг утримуватися в радіочастотній квадрупольній пастці протягом тривалого періоду часу (10 хв), таким чином, діючи як одиничний випромінювач декількох одиничних фотонів, як в експериментах Дідріха та Вальтера. У той же час почав застосовуватися нелінійний процес спонтанного параметричного розсіяння, і з тих пір і до сьогодні він став робочою конячкою експериментів, що вимагають одиничних фотонів. Досягнення мікроскопії призвели до виділення одиничних молекул наприкінці 1980-х. Згодом одиничні молекули пентацену були виявлені в кристалах пара-терфенілу. Поодинокі молекули почали використовуватись як однофотонні джерела.
Протягом XXI століття виявлені центри дефектів у різних твердих матеріалах, перш за все алмазі, карбіді кремнію та нітриді бору. Найбільш дослідженим дефектом є азотно-заміщена вакансія (АЗВ) в алмазі, яка використовувалася як джерело одиничних фотонів. Ці молекулярні джерела можуть використовувати засоби обмеження світла (дзеркала, мікрорезонатори, оптичні волокна, хвилеводи тощо) для посилення випромінювання центрів АЗВ. Як і АЗВ та молекули, квантові точки (КТ), функціоналізовані вуглецеві нанотрубки, і двовимірні матеріали можуть також випромінювати поодинокі фотони і можуть бути побудовані з тих самих напівпровідникових матеріалів, що і світлоутримуючі структури. Відзначається, що джерела одиничних фотонів на довжині хвилі 1550 нм дуже важливі для оптоволоконного зв'язку, і це в основному КТ арсеніду індію. Однак, створюючи квантовий інтерфейс спонтанного параметричного розсіяння з видимих джерел одиничних фотонів, все одно можна створити одиночний фотон при 1550 нм із збереженим антигрупуванням.
Збуджені атоми та екситони до сильно взаємодіючих рівнів Рідберга запобігають більш ніж одному збудженню над так званим блокуючим обсягом. Невеликі ансамблі і кристали можуть виступати як джерело одиничних фотонів.

## Визначення
У квантовій теорії фотони описуються квантуванням електромагнітного випромінювання. Зокрема, фотон — це елементарне збудження нормальної моди електромагнітного поля. Таким чином, однофотонний стан — це квантовий стан моди випромінювання, що містить одне збудження.
Поодинокі моди випромінювання позначаються, серед іншого, частотою електромагнітного випромінювання, яку вони описують. Однак у квантовій оптиці однофотонні стани також відносяться до математичних суперпозицій одночастотних (монохроматичних) мод випромінювання. Це визначення досить загальне, щоб включити фотонні хвильові пакети, тобто стани випромінювання, які певною мірою локалізовані в просторі та часі.
Джерела одиничних фотонів генерують однофотонні стани, як описано вище. Іншими словами, ідеальні джерела одиничних фотонів генерують випромінювання із розподілом кількості фотонів, який має математичне очікування 1 та дисперсію 0.

## Характеристики
Ідеальне джерело одиничних фотонів створює однофотонні стани зі 100 % ймовірністю, а оптичний вакуум або багатофотонні стани з імовірністю 0 %. Бажані властивості реальних однофотонних джерел включають ефективність, надійність, простоту реалізації та здатність працювати «на вимогу», тобто генерацію одиничних фотонів у довільно обраний момент часу. Джерела одиничних фотонів, включаючи одиничні випромінювачі, такі як одиничні атоми, іони та молекули, включаючи твердотільні випромінювачі, такі як квантові точки, АЗВ та вуглецеві нанотрубки працюють за запитом.
У даний час існує багато активних наноматеріалів, з яких сконструйовані одиничні квантові випромінювачі, де їх спонтанне випромінювання може бути налаштовано шляхом зміни локальної щільності оптичних станів в діелектричних наноструктурах. Діелектричні наноструктури зазвичай проектуються в межах гетероструктури для посилення взаємодії речовини і світла і, таким чином, подальшого підвищення ефективності цих джерел одиничних фотонів. Інший тип джерела включає недетерміновані джерела, тобто не за запитом, і вони включають такі приклади, як слабкі лазери, атомні каскади та спонтанне параметричне розсіяння.
Однофотонну природу джерела можна квантувати за допомогою кореляційної функції другого порядку {\displaystyle g^{(2)}(\tau )}. Ідеальні джерела одиничних фотонів мають {\displaystyle g^{(2)}(0)=0}, а хороші джерела одиничних фотонів мають малі {\displaystyle g^{(2)}(0)} . Кореляційну функцію другого порядку можна виміряти за допомогою ефекту Хенбері-Брауна – Твісса.

## Типи
Генерування одиничного фотона відбувається, коли джерело створює лише один фотон протягом свого часу флуоресценції після оптичного або електричного збудження. Ідеального однофотонного джерела ще не створено. Враховуючи, що основними застосуваннями високоякісного однофотонного джерела є квантовий розподіл ключа, квантові повторювачі та квантова інформатика, генеровані фотони також повинні мати довжину хвилі, яка даватиме низькі втрати та ослаблення при проходженні через оптичне волокно. У наш час найпоширенішими джерелами поодиноких фотонів є одиничні молекули, атоми Рідберга, АЗВ в алмазах та квантові точки, причому останні широко досліджувались зусиллями багатьох дослідницьких груп з метою реалізації квантових точок, які випромінюють поодинокі фотони при кімнатній температурі з фотонами у вікні низьких втрат оптоволоконного зв'язку. Для багатьох цілей поодинокі фотони повинні бути антигрупованими, і це можна перевірити.

### Слабкий лазер
Одне з перших і найпростіших джерел було створено за допомогою послаблення звичайного лазерного променя для зменшення його інтенсивності, а отже і середнього числа фотонів на імпульс. Оскільки статистика фотонів дотримується розподілу Пуассона, можна отримати джерела з чітко визначеним співвідношенням ймовірностей для випромінювання одного проти двох або більше фотонів. Наприклад, середнє значення μ = 0,1 призводить до ймовірності 90 % для нуля фотонів, 9 % для одного фотона і 1 % для більш ніж одного фотона.
Хоча таке джерело можна використовувати для певних застосувань, воно має кореляційну функцію другого порядку інтенсивністю, яка дорівнює одиниці (немає антигрупування). Однак для багатьох застосувань потрібне антигрупування, наприклад, у квантовій криптографії.

## Оголошені одиничні фотони
Пари одиничних фотонів можуть генеруватися у сильно корельованих станах за допомогою використання одного високоенергетичного фотона для створення двох фотонів нижчих енергій. Один фотон з пари, що утворилася, може бути виявлений, щоб «оголошувати» про інший (тому його стан досить добре відомий до виявлення). Два фотони зазвичай не повинні мати однакову довжину хвилі, але загальна енергія та результуюча поляризація визначаються процесом генерації. Однією з областей, де цікаві такі пари фотонів, є квантовий розподіл ключа.
Оголошені однофотонні джерела також використовуються для вивчення основних законів фізики в квантовій механіці. Є два загальновживані типи оголошених однофотонних джерел: спонтанне параметричне розсіяння та чотирихвильове змішування. Перше джерело має ширину лінії навколо ТГц, а друге — ширину лінії близько МГц або вужче. Оголошений одиночний фотон був використаний для демонстрації зберігання та завантаження фотоніки в оптичну порожнину.